# 鳳翔 (夏)
鳳翔（ほうしょう）は、五胡十六国時代、夏の君主赫連勃勃の治世で使用された元号。413年3月 - 418年10月。
- 元年：北燕と盟を結んで北魏に対抗し、山西一帯を攻撃。
- 6年：東晋を破り、長安など関中諸城を占領。

## 西暦・干支との対照表
| 鳳翔 | 元年  | 2年   | 3年   | 4年   | 5年   | 6年   |
| 西暦 | 413年 | 414年 | 415年 | 416年 | 417年 | 418年 |
| 干支 | 癸丑  | 甲寅  | 乙卯  | 丙辰  | 丁巳  | 戊午  |